# Waldemar Krzystek

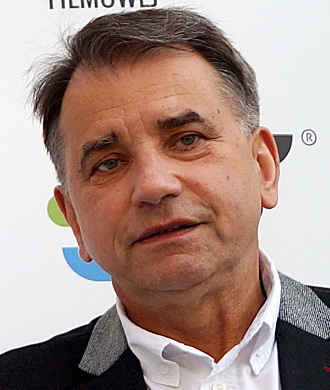
Waldemar Krzystek (2018)

Waldemar Krzystek (* 23. November 1953 in Swobnica) ist ein polnischer Regisseur und Drehbuchautor.
Krzystek wuchs in Legnica auf und machte dort das Abitur. Er studierte Polonistik an der Universität Breslau und schloss anschließend ein Filmregiestudium an der Schlesischen Universität in Katowice an. Das Diplom für sein Regiestudium erhielt er 1981.
Hauptthema seines Filmschaffens ist die Geschichte seiner Heimatstadt Legnica. Seine bekanntesten Filme sind W zawieszeniu mit Krystyna Janda und Jerzy Radziwiłowicz aus dem Jahr 1987 und Mała Moskwa aus dem Jahr 2008. Der Film W zawieszeniu beschäftigt sich mit Legnica in den Jahren nach dem Zweiten Weltkrieg. Mała Moskwa erzählt als Melodram die Liebesgeschichte einer sowjetischen Ehefrau eines Offiziers, die sich in Legnica in einen jungen polnischen Offizier verliebt. Diese Geschichte spielt im Sommer 1968, kurz bevor die Sowjetunion in der Tschechoslowakei gegen den Prager Frühling interveniert. Für Mała Moskwa erhielt er 2008 auf dem Polnischen Filmfestival in Gdynia den Hauptpreis. Der Film wurde außerdem mit fünf polnischen Filmpreisen ausgezeichnet.

## Filmografie (Auswahl)
- 1986/87: In der Schwebe (W zawieszeniu)
- 1989: Die letzte Fähre (Ostatni prom)